# Moro Ojomo
Morotoluwa Ojomo (Lagos, 15 agosto 2001) è un giocatore di football americano nigeriano che milita nel ruolo di defensive tackle per i Philadelphia Eagles della National Football League (NFL).

## Carriera

### Philadelphia Eagles
Al college Ojomo giocò a football a Texas. Fu scelto nel corso del settimo giro (249º assoluto) del Draft NFL 2023 dai Philadelphia Eagles. Debuttò come professionista subentrando nella gara del quinto turno contro i Los Angeles Rams. La sua prima stagione si chiuse con 3 tackle in 8 presenze, nessuna delle quali come titolare.

## Palmarès
- Super Bowl : 1

Philadelphia Eagles: LIX
- National Football Conference Championship:1

Philadelphia Eagles: 2024